# Реджинальд Інес Покок
Реджинальд Інес Покок (англ. Reginald Innes Pocock, 4 березня 1863 — 9 серпня 1947) — британський зоолог.

## Біографічні відомості
Став асистентом у Британському музеї природної історії в 1885 році. Пішов у відставку в 1904 році, щоб стати керівником Зоологічного саду в Лондоні, цю посаду він обіймав аж до своєї відставки в 1923 році. Вийшовши на пенсію, працював на добровільних засадах помічником у відділі ссавців у Британському музеї. Також був заповзятим орнітологом. Публікується він широко, особливо про павукоподібних і багатоніжок; він відповідав за ці колекції в Музеї природної історії. Був добре відомим фахівцем, кілька видів ссавців названі на його честь.

## Вибрані праці
- Reginald Innes Pocock (1893). On some points in the morphology of the Arachnida (s.s) with notes on the classification of the group. Annals and Magazine of Natural History. 6. 11: 1—19.
- Reginald Innes Pocock (1900) The Fauna of British India, including Ceylon and Burma — the Arachnida volume.
- Reginald I. Pocock (1902) Arachnida. Scorpiones, Pedipalpi, and Solifugae In Biologia Centrali-Americana. Arachnida.
- Reginald Innes Pocock (1939) The Fauna of British India, including Ceylon and Burma — Mammalia Vol 1, Primates and Carnivora (in part).